# Sirex juvencus
Sirex juvencus is een vliesvleugelig insect uit de familie van de houtwespen (Siricidae). De wetenschappelijke naam is  gepubliceerd in 1758 door Linnaeus in de tiende editie van Systema naturae. 